# Джон Елрой
Джон Елрой (англ. John Alroy, нар. 3 липня 1966, Нью-Йорк) — американський палеобіолог. Професор факультету білогії Університету Маккворі (Macquarie University) в Сіднеї (Австралія). До того працював у Смітсонівській установі та в Національному центрі екологічного аналізу й синтезу при Каліфорнійському університеті в Санта-Барбарі.
Фахівець із питань різноманіття та вимирання ссавців Північної Америки четвертинного періоду. Також досліджує морських безхребетних фанерозою, діахронію ссавців і сучасне вимирання ссавців і біоти.

## Освіта
- 1989 — бакалавр біології, Рід-коледж (Портленд);
- 1993 — магіст еволюційної біології, Чиказький університет;
- 1994 — докторантура з еволюційної біології, Чиказький університет. Тема дисертації: «Біохронологія, біогеографія та історія різноманіття ссавців Північної Америки четвертинного періоду» (Quantitative mammalian biochronology, biogeography, and diversity history of North America).

## Нагороди
Серед головних нагород (без урахування ґрантів і відзнак):
- 1994 — приз Альфреда Ромера (Товариство вертебральної палеонтології);
- 2007 — нагорода Чарльза Шухерта (Палеонтологічне товариство);
- 2010 — нагорода за систематичний огляд (Національна академія наук США).